# Maksym Kalynychenko
Maksym Serhiyovych Kalynychenko (em ucraniano, Максим Сергійович Калиниченко; Kharkiv, 26 de janeiro de 1979)  é um ex-futebolista ucraniano.
Iniciou a carreira aos 17 anos, no Dnipro Dnipropetrovs'k. Em 2000, chegou ao Spartak Moscou, da Rússia, curiosamente o grande rival do time pelo qual torcia na infância, o Dínamo Kiev. Kalina conquistou o campeonato russo em suas duas primeiras temporadas no Spartak. Em 2008, já como um dos veteranos da equipe (em jejum desde a Copa da Rússia de 2003), foi negociado de volta com o Dnipro, encerrando um ciclo de oito anos.
Kalynychenko defende a Seleção Ucraniana desde 2002 e participou da Copa do Mundo de 2006, sendo um dos desconhecidos à sombra da estrela Andriy Shevchenko (que acabou apagado) que se revelaram e fizeram um bom mundial.

## Vida pessoal
É casado com Tatiana e tem uma filha de 6 anos, Oleksandra. Nos tempos de URSS, seu nome era russificado para Maksim Sergeyevich Kalinichenko (Максим Сергеевич Калиниченко).